# Florin Aurelian Popescu
Florin Aurelian Popescu (n. 29 iunie 1968, Galați, România) este un politician român, fost membru al Parlamentului României. Căsătorit cu Nicoleta are două fete. Florin Aurelian Popescu a fost deputat PNL (2004-2006), independent (2006 - 2008) și PDL (2012-2016)
Florin Aurelian Popescu a demisionat din Parlament pe data de 24 iunie 2008 și a fost înlocuit de deputatul Iulian Vladu. În legislatura 2004-2008, Florin Aurelian Popescu a fost membru în grupurile parlamentare de prietenie cu Republica Coreea, Regatul Țărilor de Jos (Olanda) și Republica Siriană Arabă. În legislatura 2012-2016, Florin Aurelian Popescu a fost ales pe listele PDL dar a devenit independent din februarie 2012 și a fost membru în grupurile parlamentare de prietenie cu Regatul Belgiei și  Republica Portugheză.

## Condamnări penale
În 2016 Florin Aurelian Popescu a fost condamnat definitiv la doi ani închisoare cu executare în dosarul în care este acuzat de distribuirea a zeci de tone de pui grill în scop electoral la alegerile locale din 2012.
La data de 2 martie 2016 Florin Aurelian Popescu a demisionat din Camera Deputaților.
Florin Aurelian Popescu a fost condamnat definitiv la un an închisoare cu executare pentru săvârșirea infracțiunilor de conflict de interese și fals în declarații.